# Furfurilamină
Furfurilamina este o amină cu formula chimică C5H7NO.  Industrial, furfurilamina se sintetizează plecând de la furfural.